# Arawakia
Arawakia is een kevergeslacht uit de familie van de boktorren (Cerambycidae). De wetenschappelijke naam van het geslacht werd voor het eerst geldig gepubliceerd in 1981 door Villiers.

## Soorten
Arawakia is monotypisch en omvat slechts de volgende soort:
- Arawakia inopinata Villiers, 1981